# Letis sophia
Letis sophia är en fjärilsart som beskrevs av Heinrich Benno Möschler 1880. Letis sophia ingår i släktet Letis och familjen nattflyn. Inga underarter finns listade i Catalogue of Life.